# Jakobsbad

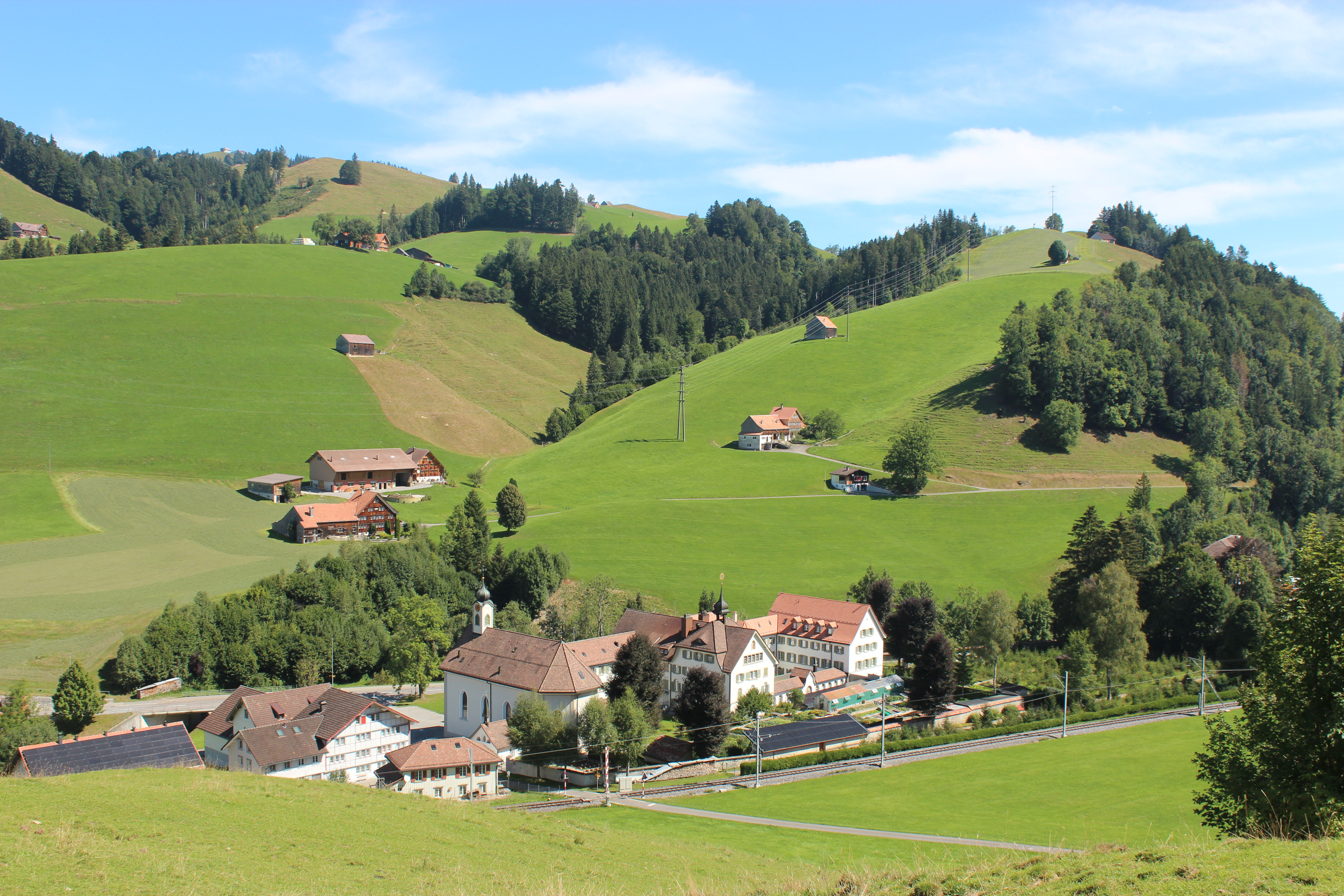
Jakobsbad (2022)

Jakobsbad ist eine Ortschaft und ein Ortsteil des Bezirks Gonten im Kanton Appenzell Innerrhoden, Schweiz.
Jakobsbad ist eine Streusiedlung, bestehend aus ein paar Wohnhäusern, dem Kurhaus Jakobsbad, einem Bahnhof der Appenzeller Bahnen, einem Campingplatz sowie dem Kloster Leiden Christi. Dies ist ein aktives, klausuriert-kontemplatives Kloster, gehört zu den römisch-katholischen Frauenorden der Kapuzinerinnen, einem Zweig der Franziskanischen Orden, und steht unter der Jurisdiktion des Bischofs von St. Gallen.

## Verkehr und Tourismus
An der Südseite des Bahnhofs (Strecke Gossau SG–Wasserauen) befindet sich die Talstation der Luftseilbahn Jakobsbad–Kronberg auf den Kronberg. Hier gibt es seit dem 28. Juni 1999 eine Sommerrodelbahn des Systems Alpine-Coaster und seit dem 16. Juni 2007 einen abwechslungsreichen Seilpark. Nahe der Talstation wurde der erste Motorikpark der Schweiz erstellt. Er und die zwei grossen Spielplätze sind öffentlich zugänglich.
Beim Bahnhof Jakobsbad beginnt der Barfussweg nach Gontenbad. Jakobsbad ist auch ein Etappenort des Jakobsweges.

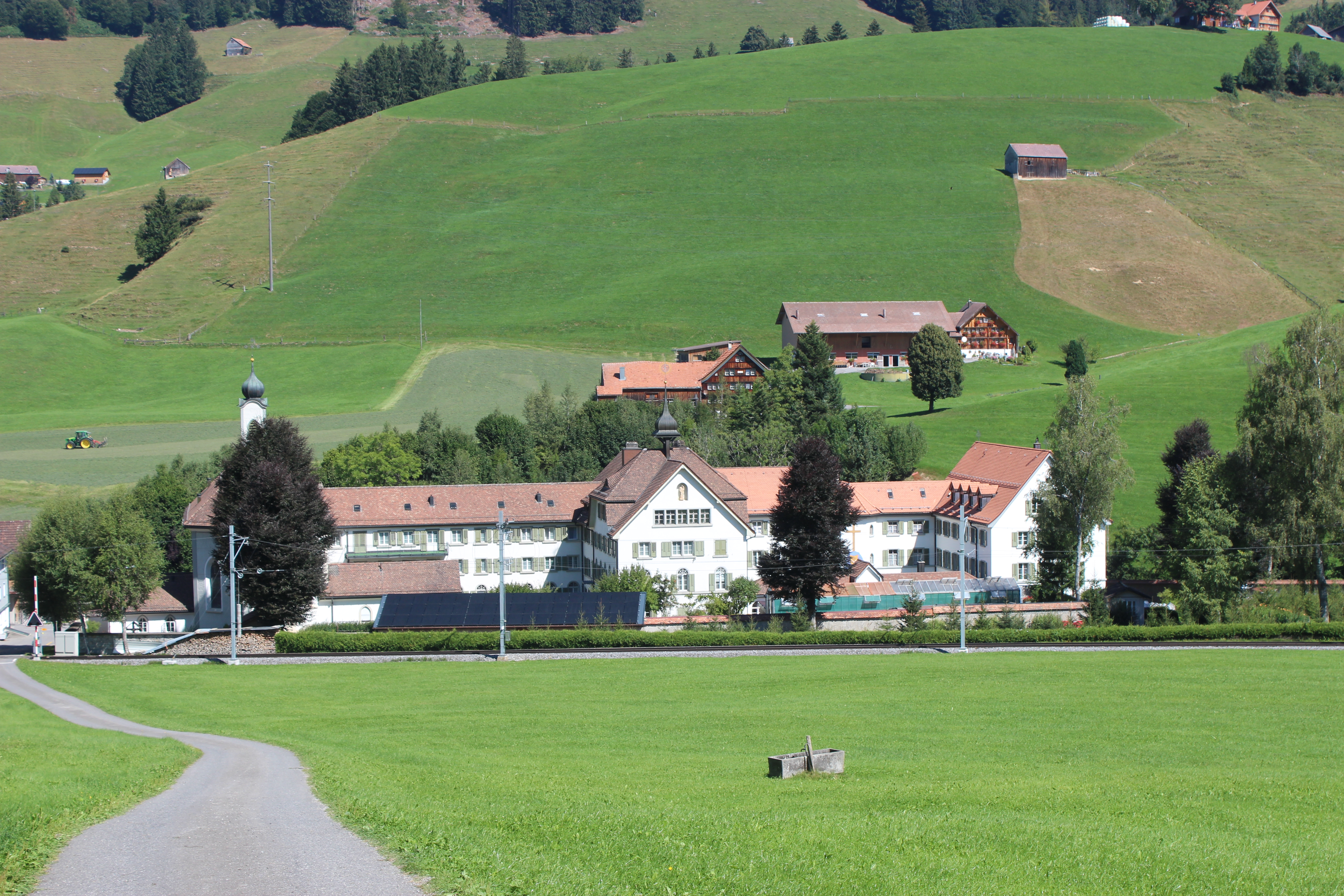
Kloster
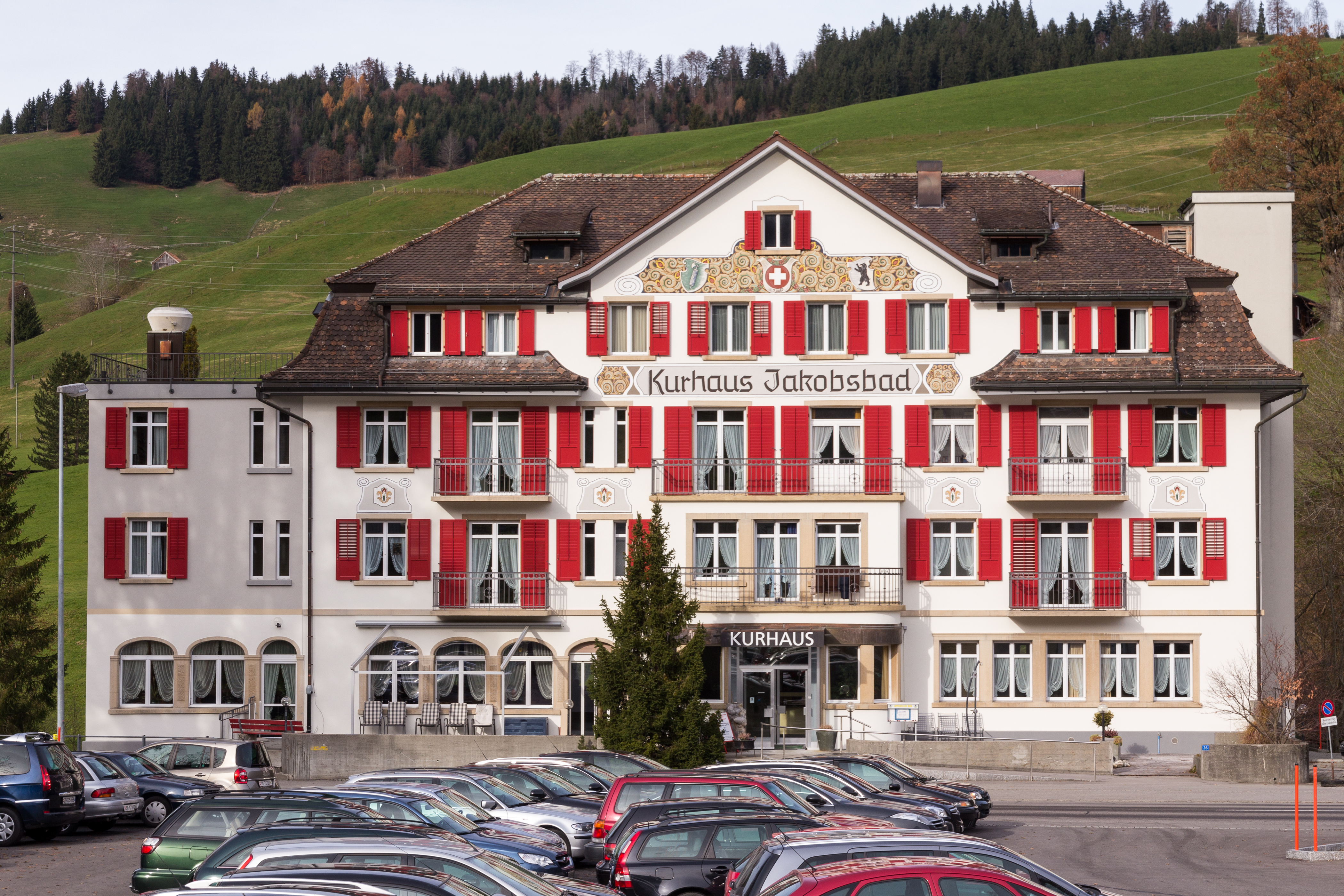
Kurhaus Jakobsbad (2012)
Blick auf Jakobsbad und die Hundwilerhöhe, 1910
Kurhaus und Bahnstation in Jakobsbad, Luftbild von Walter Mittelholzer von 1933

## Name
Der Name Jakobsbad leitet sich von einer Quelle am Nordhang des Kronbergs ab. Der «Jakobsbrunnen» (1515 m ü. M.), benannt nach dem Hl. Jakob, befindet sich westlich der Kapelle St. Jakob (1450 m) zwischen dem Gipfel des Kronbergs und der Scheidegg. Bis zum Ersten Weltkrieg herrschte in Jakobsbad ein lebhafter Badebetrieb.